# 悉妮·勒鲁
悉妮·勒鲁（英語：Sydney Leroux，1990年5月7日—），美国職業女子足球运动员。她曾代表美国国家队参加2012年夏季奥林匹克运动会足球比赛，获得一枚金牌。她也曾参加2015年世界杯女子足球赛。